# Лабок (Тексас)
Лабок (енгл. Lubbock) град је у америчкој савезној држави Тексас. Десети је по величини град у Тексасу. По попису становништва из 2010. у њему је живело 229.573 становника.

## Демографија
Према попису становништва из 2010. у граду је живело 229.573 становника, што је 30.009 (15,0%) становника више него 2000. године.
|                   | 2010.            | 2000.            |
| Укупно            | 229 573 (100,0%) | 199 564 (100,0%) |
| Белци             | 127 915 (55,72%) | 122 330 (61,30%) |
| Хиспаноамериканци | 73 625 (32,07%)  | 54 786 (27,45%)  |
| Афроамериканци    | 19 647 (8,558%)  | 17 292 (8,665%)  |
| Азијати           | 5 559 (2,421%)   | 3 078 (1,542%)   |
| Остали            | 2 827 (1,231%)   | 2 078 (1,041%)   |

## Партнерски градови
- Леон